# NGC 635
NGC 635 ist eine Spiralgalaxie mit ausgedehnten Sternentstehungsgebieten vom Hubble-Typ Sb im Sternbild Walfisch südlich der Ekliptik. Sie ist schätzungsweise 625 Millionen Lichtjahre von der Milchstraße entfernt und hat einen Durchmesser von etwa 95.000 Lichtjahren. 
Das Objekt wurde am 15. Oktober 1885 von dem US-amerikanischen Astronomen Francis Preserved Leavenworth entdeckt.